# Genaro Matute
Genaro Lino Agustín Matute Mejía (Ica, 6 de noviembre de 1952-Lima, 19 de febrero de 2015) fue profesor Principal en Tecnologías de Información de la Escuela de Negocios para Graduados ESAN y Director Fundador del Instituto de Gobernabilidad y Gobierno Corporativo de la Universidad ESAN. Reconocido a nivel internacional como experto en temas de Gobernabilidad, Control Organizacional, Nueva Economía, Sistemas de Información y Toma de Decisiones. Se desempeñó como contralor general de la República del Perú desde el 29 de octubre de 2001 hasta el 19 de octubre de 2008.

## Estudios
Ph.D. en sistema de información gerencial de la Universidad de California en Los Ángeles (UCLA), Estados Unidos. MBA de la Universidad de Columbia Británica (UBC) en Vancouver, Canadá. Magíster en Administración de la Escuela de Negocios para Graduados ESAN en Lima e Ingeniero mecánico-electricista de la Universidad Nacional San Luis Gonzaga en Ica, Perú.

## Vida académica y profesional
Luego de obtener su Magíster en Administración de la Escuela de Negocios para Graduados ESAN fue invitado a formar parte de la docencia e investigación de dicha casa de estudios. En 1978 asume la Dirección de Admisión y Registro, concluyendo dicha actividad para realizar su segundo MBA en la UBC, en Vancouver (1981). Retornando al Perú, se hace cargo de la Dirección de Programas de Especialización para Ejecutivos de ESAN (1984). Para 1986, ejecuta la creación y puesta en marcha de la Dirección de Programas Institucionales con énfasis en el sector público. Asimismo, se le asigna la jefatura del área académica de operaciones y sistemas de información. Además, es invitado como miembro independiente, para formar parte del Comité de Planeamiento de los Sistemas de Información del Poder Judicial desde 1984 hasta 1989. 
Posteriormente, concluye dichas actividades para iniciar sus estudios doctorales de la UCLA en Estados Unidos hacia 1991.
Durante sus estudios doctorales asume complementariamente la instrucción y coordinación académica del Programa International Management Fellows del Center for International Business Education and Research (CIBER) en el MBA de la Escuela de Negocios Anderson de la UCLA. Debido a los resultados obtenidos, logra el cargo como Director Asociado de dicho centro, y asimismo concluye con sus estudios doctorales y sustentación con honores.
Luego de su retorno a Perú, desde el año académico 1997-1998, asume la Dirección del Programa Magíster en Administración de ESAN, desarrollando una de las reestructuraciones más importantes para la Escuela de Negocios, debido a su nuevo enfoque de internacionalización con dobles grados, intercambios internacionales, y el evento que hasta la actualidad se ha vuelto un emblema, la Semana Internacional, donde diversos profesores y expertos de alta reputación del mundo vienen por una semana dos veces al año a impartir sus nuevos hallazgos en temas relevantes para el desarrollo de los estudiantes de postgrado en el campo de los negocios.
Para el año 2001 es convocado por el gobierno peruano para formar parte de la vida política de su país como contralor general de la República del Perú hasta el 2008. Cumpliendo el cargo como contralor general, también continuó su actividad como profesor de la Escuela de Negocios de la Universidad ESAN.
Terminando su actividad como contralor general de la República del Perú en el 2008, crea y desarrolla el Instituto de Gobernabilidad y Gobierno Corporativo de la Universidad ESAN en el 2009.

## Vida política
Fue designado el 29 de octubre de 2001, para ocupar el cargo de contralor general de la República del Perú, en el período 2001-2008. Desarrollando el cargo durante los gobiernos presidenciales de Alejandro Toledo y Alan García.
Bajo su liderazgo se impulsó el desarrollo y aprobación el 23 de julio del 2002 de la nueva Ley Orgánica del Sistema de Control y de la Contraloría General de la República (Ley Nº 27785), que hasta la fecha es el marco legal de acción de ambas instancias.
Para lograr el fortalecimiento del Sistema Nacional de Control, así como la modernización de sus procesos, promovió la cooperación técnica y financiera internacional. En su gestión se establecieron y fortalecieron relaciones ante el Banco Interamericano de Desarrollo (BID), la Agencia de Cooperación Técnica Alemana (entonces 
GTZ, hoy GIZ), la Agencia Sueca de Cooperación Internacional para el Desarrollo, USAID, entre otras. El BID apoyó el desarrollo del Plan Estratégico de Tecnología de la Información (TI), fundamental para diseñar soluciones tecnológicas integrales, definir estrategias de TI alineadas a las estrategias institucionales y formular los planes operativos relacionados.
Bajo su cargo dirigió el Proyecto de Modernización y Fortalecimiento de la Contraloría General de la República, y de Desconcentración del Sistema Nacional de Control, logrando préstamos por US$17 millones de dólares del BID para su ejecución. Del mismo modo, logró con la Agencia para el Desarrollo Internacional de los Estados Unidos (USAID) una donación de cerca de 900 000 dólares a la Contraloría, para promover la transparencia del proceso de descentralización de los gobiernos regionales mediante el control gubernamental.
Del 2001 al 2003 es invitado a ocupar el cargo de Presidente de la Organización Latinoamericana y del Caribe de Entidades Fiscalizadoras Superiores (OLACEF). Posteriormente del 2004 al 2006 asume como miembro del Comité de Planeamiento Estratégico de la International Organisation of Supreme Audit Institutions (INTOSAI). Debido a dichas labores, es invitado como Presidente del Grupo de Trabajo de la Lucha contra el Lavado de Dinero y la Corrupción y del Subcomité de Consultoría de Construcción de Capacidades de la INTOSAI (2006-2008).
Luego de su culminación como contralor general de la República, en diciembre del 2008, es invitado por el Banco Mundial para formar parte como asesor externo del Grupo de Evaluación de la Estrategia de Gobernabilidad y Anticorrupción (GAC).
En enero del 2010 es invitado por la Presidencia del Consejo de Ministros del Perú (PCM) para crear y ejercer la Coordinación General y Secretaría Técnica de la Comisión de Alto Nivel Anticorrupción del Perú, cargo que ejerce hasta el año 2011. Asimismo en el 2011 es invitado a formar parte como miembro del Consejo Directivo de la Oficina de Evaluación y Fiscalización Ambiental (OEFA) del Ministerio del Ambiente del Perú.
Para el año 2013 recibe la invitación para ser Director de la Revista Administración Pública y Control de Gaceta Jurídica.
Fallece un 19 de febrero de 2015 a causa de un infarto.

## Investigaciones Publicadas
- Pacheco de Toledo, L., Robles, F., Bachrach, M. & Matute, G. (1978). Estudio de Gestión Tecnológica en la Industria de Alimentos del Perú. Vol. N° 2. Departamento de Investigación. ESAN.
- Matute-Mejia, G. L. (1981). The Effect of Economic and Sociodemographic Parameters on Individual Portfolio Composition: A Study of Risk-taking Propensity. University of British Columbia.
- Matute-Mejía, G. L. (1998). Power asymmetry in computer supported negotiating dyads: Effects on conflict management and power enactment. University of California, Los Angeles.
- Sully, M., & Matute, G. (1999). Cross-Cultural Construct Complexity: An Initial Empirical Analysis of Peru. Cuadernos de Difusión: The bi-annual academic publication of ESAN, 5(9-10), 47-67.
- Robles-Flores, J., Vilcapoma-Escurra, E., & Matute-Mejía, G. (2006). Identificación de Redes de Conocimiento mediante el Análisis de Redes Sociales. AMCIS 2006 Proceedings, 516.
- Guillén Uyen, J., & Matute Mejía, G. (2014). Corruption detection mechanism in government procurement: Witness price system as public policy. Pensamiento & Gestión, (36), 136-154.

## Libros Publicados

### Serie Gerencia para el Desarrollo
- Matute, G., Izquierdo, L., Mejía, C., Porras, J., & Solano, N. (2008). Modelo de gestión de la calidad para la Contraloría General de la República. Serie Gerencia para el Desarrollo 1. Lima: ESAN Ediciones.
- Matute, G., Albújar, H., Janampa, L., Odar, R. & Osorio, M. (2008). Sistema nacional de capacitación para la mype peruana. Serie Gerencia para el Desarrollo 2. Lima: ESAN Ediciones.
- Matute, G., Bohorquez, K., Carbajal, L., Díaz, C., Espinoza, A. & Jiménez, C. (2008). Segmentación psicográfica de la pequeña y microempresa. Serie Gerencia para el Desarrollo 6. Lima: ESAN Ediciones.
- Matute, G., Holgado, K., & Vásquez, I. (2009). Clúster alpaquero en la región Puno. Serie Gerencia para el Desarrollo 10. Lima: ESAN Ediciones.
- Matute, G., Cuervo, S., Quintana, V., Salas, R. Valdés, A. & Valdivia, P. (2011). Rol de los medios digitales en el marketing electoral: el caso de Lima. Serie Gerencia para el Desarrollo 20. Lima: ESAN Ediciones.
- Matute, G., Ayala, R., Flores, D., Navarrete, A. & Trevejo, N. (2014). Modelo para el desarrollo sostenible con inversión minera: el caso de las comunidades campesinas de Uchuccarcco y Chilloroya. Serie Gerencia para el Desarrollo 38. Lima: ESAN Ediciones.

### Serie Gerencia Global
- Matute, G., Alanoca, E., Arias, M., Llantop, A. & Portela, W. (2008). Gestión del conocimiento en el sector agroexportador. Serie Gerencia Global 2. Lima: ESAN Ediciones.
- Matute, G., Barrón, E., Morán, A., Murillo, J., & Rivera, J. C. (2008). Truchicultura en la región Puno. Serie Gerencia Global 4. Lima: ESAN Ediciones.
- Matute, G., Becerra, M.A. & Muñoz, R. (2008). Clima organizacional en las empresas mineras: el caso Orcopampa. Serie Gerencia Global 7. Lima: ESAN Ediciones.
- Matute, G., Lenin, F., Pacheco, L., Trinidad, O. & Ureta, C. (2010). Gobernabilidad de las empresas familiares peruanas y principios de buen gobierno corporativo. Serie Gerencia Global 18. Lima: ESAN Ediciones.
- Matute, G., Cuervo, S., Salazar, S. & Santos, B. (2012). Del consumidor convencional al consumidor digital: el caso de las tiendas por departamento. Serie Gerencia Global 22. Lima: ESAN Ediciones.